# Cserép Sándor
Cserép Sándor (Kiskunfélegyháza, 1849. november 12. – Szeged, 1905. október 3.) piarista áldozópap és főgimnáziumi tanár, Cserép József bátyja.

## Életútja
A gimnázium négy alsó osztályát Kiskunfélegyházán elvégezve, tanulmányainak folytatására Szegedre ment és a 8. osztály elvégzése után 1869. szeptember 8-án a piarista rendbe lépett. Az újoncévet Vácon, a teológiát magántanulással végezvén Nyitrán, itt tett abból vizsgálatot. 1874. szeptember 1-jén misés pappá szentelték föl. 1877-ben, mint a sátoraljaújhelyi gimnázium tanára a Gabelsberger-Markovics-féle gyorsírást tanította és június 9-én abból tanítóképesítő oklevelet szerzett. 1870-től tanított Léván, Nyitrán, Vácon, Nagybecskereken, Sátoraljaújhelyen és 1877-től a szegedi főgimnáziumnál a magyar nyelv és irodalom tanára és az ifjúsági önképzőkör vezetője volt.
Értekezései: «Szép» a természetben és az emberi szellemben (Félegyháza c. lapban 1874. álnév alatt), A bécsi codex nyelvének alaktani sajátságai (Szegedi kegyr. gymn. Értesítője 1880.), Petőfi és a magyar Alföld (Félegyháza és Vidéke 1887. 31. sz.)